# Gymnoderus
Gymnoderus is een geslacht van vogels uit de familie cotinga's (Cotingidae). Het geslacht telt één soort.

## Soorten
- Gymnoderus foetidus – Kaalnekvruchtenkraai